# Liste der Länder nach Treibhausgas-Emissionen

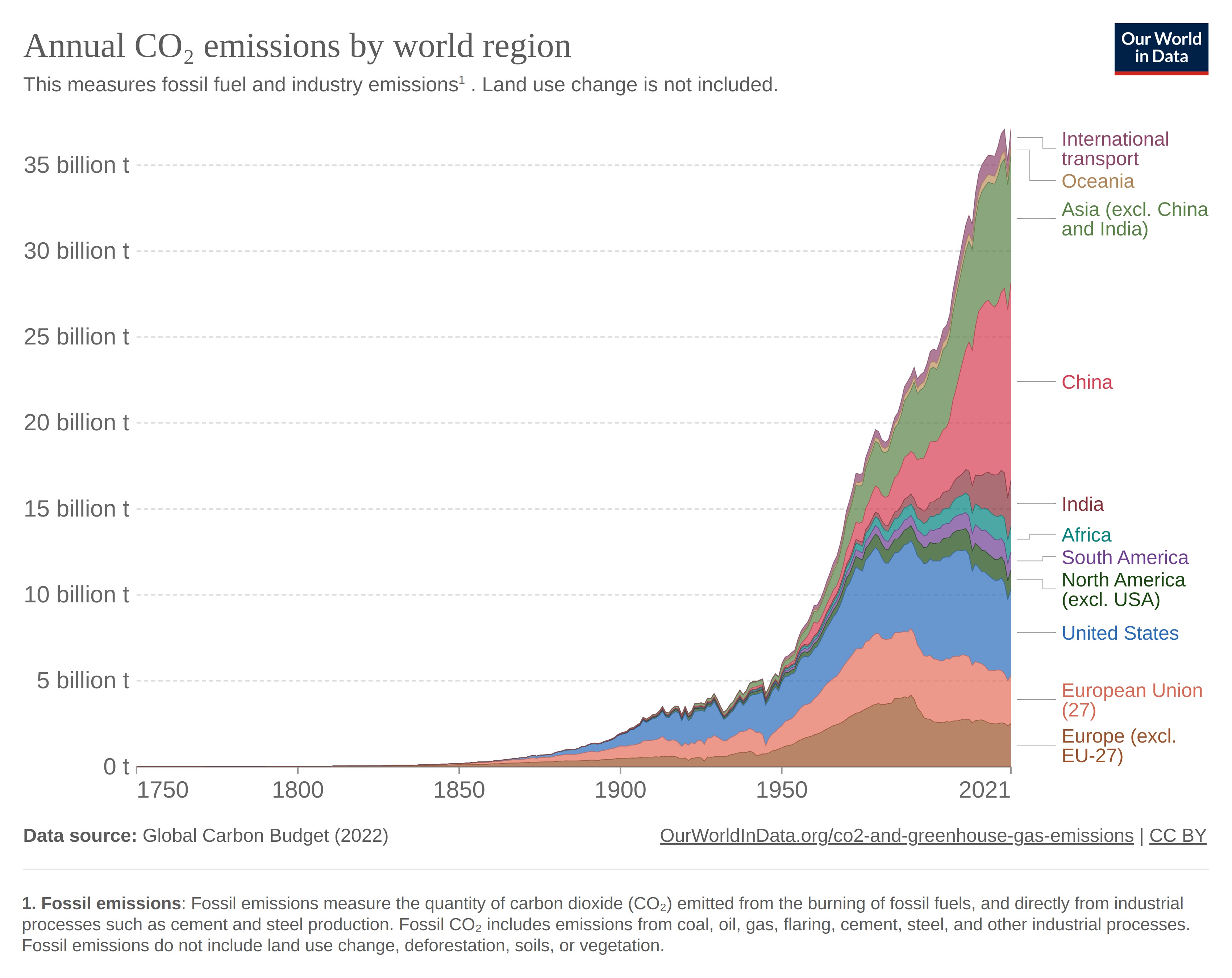
Entwicklung der CO_{2}-Emissionen nach Regionen

Anteil einzelner Regionen an den Gesamtemissionen von Kohlenstoffdioxid im Zeitraum 1850–2019 gemäß IPCC (billion t entspricht Gt)

Die angegebenen Treibhausgasemissionen basieren auf Daten der EDGAR (Emissions Database for Global Atmospheric Research)-Datenbank. Die Emissionsmengen werden dabei in CO2-Äquivalente umgerechnet. Die Liste enthält die absoluten Emissionen (in Gigagramm = 1000 Tonnen CO2-Äquivalenten) für ausgewählte Jahre von 1970 bis 2023, den Prozentsatz am Weltausstoß an Treibhausgasen, die prozentuale Veränderung zwischen 1990 und 2023 sowie die Emissionen pro Einwohner in Tonnen.
| Gebiet                                     | 1970       | 1980       | 1990       | 2000       | 2010       | 2015       | 2020       | 2021       | 2022       | 2023       | Anteil 2023 in Prozent | Veränderung 1990 – 2023 in Prozent | Pro Kopf 2023 in t |
| ------------------------------------------ | ---------- | ---------- | ---------- | ---------- | ---------- | ---------- | ---------- | ---------- | ---------- | ---------- | ---------------------- | ---------------------------------- | ------------------ |
| Afghanistan                                | .00015.437 | .00015.368 | .00012.562 | .00013.916 | .00026.937 | .00027.408 | .00026.646 | .00027.643 | .00028.614 | .00029.460 | 00,06                  | -0+135                             | 00,72              |
| Ägypten                                    | .00060.268 | .00090.334 | .00147.662 | .00196.057 | .00292.116 | .00322.198 | .00306.763 | .00332.306 | .00333.344 | .00335.968 | 00,63                  | -0+128                             | 03,11              |
| Albanien                                   | .00008.225 | .00012.580 | .00011.493 | .00007.180 | .00008.048 | .00008.740 | .00007.967 | .00008.395 | .00007.812 | .00007.674 | 00,01                  | +00-33                             | 02,60              |
| Algerien                                   | .00057.189 | .00111.005 | .00135.530 | .00158.334 | .00184.920 | .00236.184 | .00241.132 | .00253.946 | .00263.216 | .00256.792 | 00,48                  | -00+89                             | 05,68              |
| Angola                                     | .00018.999 | .00026.374 | .00031.940 | .00067.023 | .00069.601 | .00081.775 | .00061.680 | .00064.409 | .00067.211 | .00067.701 | 00,13                  | -0+112                             | 01,87              |
| Anguilla                                   | ..00000003 | ..00000006 | ..00000008 | ..00000018 | ..00000027 | ..00000031 | ..00000026 | ..00000025 | ..00000025 | ..00000026 | <0,01                  | -0+232                             | 01,64              |
| Antigua und Barbuda                        | ..00000158 | ..00000214 | ..00000246 | ..00000225 | ..00000347 | ..00000359 | ..00000341 | ..00000371 | ..00000372 | ..00000389 | <0,01                  | -00+58                             | 03,60              |
| Äquatorialguinea                           | ..00000125 | ..00000162 | ..00000185 | .00012.011 | .00014.985 | .00014.278 | .00009.338 | .00008.625 | .00008.177 | .00006.982 | 00,01                  | -+3675                             | 04,52              |
| Argentinien                                | .00219.519 | .00251.624 | .00253.796 | .00288.260 | .00331.468 | .00358.494 | .00347.312 | .00367.614 | .00374.761 | .00365.685 | 00,69                  | -00+44                             | 07,83              |
| Armenien                                   | .00012.672 | .00020.442 | .00024.312 | .00005.942 | .00007.004 | .00008.824 | .00009.994 | .00010.671 | .00010.365 | .00010.836 | 00,02                  | +00-55                             | 03,69              |
| Aruba                                      | ..00000037 | ..00000093 | ..00000220 | ..00000348 | ..00000528 | ..00000491 | ..00000482 | ..00000531 | ..00000534 | ..00000561 | <0,01                  | -0+155                             | 05,20              |
| Aserbaidschan                              | .00032.716 | .00050.938 | .00067.842 | .00039.856 | .00044.945 | .00053.363 | .00054.724 | .00056.986 | .00059.026 | .00062.550 | 00,12                  | +000-8                             | 06,06              |
| Äthiopien                                  | .00052.778 | .00052.839 | .00062.850 | .00071.807 | .00119.613 | .00139.166 | .00169.993 | .00164.833 | .00166.833 | .00170.034 | 00,32                  | -0+171                             | 01,41              |
| Australien                                 | .00315.027 | .00377.065 | .00460.296 | .00546.510 | .00604.604 | .00602.058 | .00584.571 | .00580.738 | .00569.010 | .00571.840 | 01,08                  | -00+24                             | 21,75              |
| Bahamas                                    | .00001.560 | .00001.709 | .00001.307 | .00001.258 | .00001.592 | .00001.453 | .00001.791 | .00001.949 | .00001.958 | .00002.050 | <0,01                  | -00+57                             | 04,92              |
| Bahrain                                    | .00018.392 | .00024.284 | .00029.066 | .00037.586 | .00048.293 | .00059.011 | .00063.185 | .00063.388 | .00062.505 | .00063.734 | 00,12                  | -0+119                             | 35,25              |
| Bangladesch                                | .00124.356 | .00122.174 | .00130.095 | .00146.012 | .00200.128 | .00228.565 | .00251.559 | .00269.411 | .00278.489 | .00281.381 | 00,53                  | -0+116                             | 01,61              |
| Barbados                                   | ..00000500 | ..00000629 | ..00000860 | ..00000840 | .00001.021 | ..00000912 | ..00000865 | ..00000949 | ..00000952 | ..00000989 | <0,01                  | -00+15                             | 03,42              |
| Belarus                                    | .00089.042 | .00133.586 | .00139.922 | .00080.015 | .00094.924 | .00089.253 | .00088.581 | .00088.695 | .00086.803 | .00084.278 | 00,16                  | +00-40                             | 09,01              |
| Belgien                                    | .00166.994 | .00166.830 | .00140.550 | .00151.199 | .00139.624 | .00126.735 | .00115.818 | .00119.753 | .00112.280 | .00106.370 | 00,20                  | +00-24                             | 09,05              |
| Belize                                     | ..00000274 | ..00000356 | ..00000473 | ..00000502 | ..00000803 | ..00000819 | ..00000833 | ..00000868 | ..00000891 | ..00000920 | <0,01                  | -00+95                             | 02,19              |
| Benin                                      | .00002.383 | .00003.349 | .00003.857 | .00006.014 | .00011.625 | .00013.603 | .00017.653 | .00016.019 | .00016.615 | .00016.699 | 00,03                  | -0+333                             | 01,27              |
| Bermuda                                    | ..00000161 | ..00000206 | ..00000282 | ..00000178 | ..00000339 | ..00000259 | ..00000344 | ..00000360 | ..00000361 | ..00000379 | <0,01                  | -00+34                             | 06,31              |
| Bhutan                                     | ..00000702 | ..00000855 | .00001.254 | .00001.426 | .00002.066 | .00002.583 | .00003.065 | .00003.187 | .00003.218 | .00003.255 | <0,01                  | -0+160                             | 03,78              |
| Bolivien                                   | .00027.011 | .00030.314 | .00029.621 | .00029.388 | .00040.928 | .00047.242 | .00048.016 | .00052.108 | .00053.502 | .00055.186 | 00,10                  | -00+86                             | 04,59              |
| Bosnien und Herzegowina                    | .00016.406 | .00021.055 | .00032.808 | .00019.804 | .00028.338 | .00027.819 | .00030.445 | .00030.279 | .00030.240 | .00029.398 | 00,06                  | +00-10                             | 08,46              |
| Botswana                                   | .00003.381 | .00006.889 | .00009.184 | .00010.566 | .00009.906 | .00013.031 | .00010.505 | .00011.548 | .00012.393 | .00012.713 | 00,02                  | -00+38                             | 05,01              |
| Brasilien                                  | .00349.406 | .00576.079 | .00671.576 | .00898.957 | 01.129.476 | 01.252.305 | 01.215.999 | 01.294.511 | 01.298.489 | 01.300.169 | 02,45                  | -00+94                             | 05,97              |
| Britische Jungferninseln                   | ..00000016 | ..00000020 | ..00000029 | ..00000040 | ..00000084 | ..00000087 | ..00000079 | ..00000087 | ..00000087 | ..00000091 | <0,01                  | -0+214                             | 02,68              |
| Brunei                                     | .00002.779 | .00006.048 | .00005.893 | .00008.525 | .00010.026 | .00009.823 | .00012.574 | .00012.332 | .00011.887 | .00012.158 | 00,02                  | -0+106                             | 26,43              |
| Bulgarien                                  | .00091.517 | .00121.328 | .00103.439 | .00062.443 | .00062.336 | .00063.870 | .00053.566 | .00060.030 | .00064.233 | .00053.372 | 00,10                  | +00-48                             | 07,86              |
| Burkina Faso                               | .00006.470 | .00007.223 | .00011.233 | .00014.081 | .00023.920 | .00028.190 | .00028.825 | .00033.644 | .00034.021 | .00034.457 | 00,07                  | -0+207                             | 01,52              |
| Burundi                                    | .00001.991 | .00002.132 | .00002.892 | .00002.915 | .00004.141 | .00005.306 | .00006.037 | .00006.835 | .00006.996 | .00007.049 | 00,01                  | -0+144                             | 00,54              |
| Cayman Islands                             | ..00000036 | ..00000073 | ..00000129 | ..00000151 | ..00000273 | ..00000278 | ..00000336 | ..00000369 | ..00000371 | ..00000390 | <0,01                  | -0+202                             | 05,91              |
| Chile                                      | .00050.422 | .00053.655 | .00058.185 | .00084.430 | .00102.694 | .00116.230 | .00124.091 | .00125.291 | .00125.388 | .00121.463 | 00,23                  | -0+109                             | 06,44              |
| Cookinseln                                 | ..00000028 | ..00000044 | ..00000052 | ..00000075 | ..00000096 | ..00000113 | ..00000137 | ..00000143 | ..00000150 | ..00000154 | <0,01                  | -0+195                             | 09,08              |
| Costa Rica                                 | .00005.772 | .00008.542 | .00009.629 | .00010.952 | .00013.558 | .00014.364 | .00014.372 | .00015.686 | .00015.927 | .00016.468 | 00,03                  | -00+71                             | 03,19              |
| Curaçao                                    | .00015.074 | .00009.084 | .00002.843 | .00005.886 | .00004.440 | .00005.937 | .00002.144 | .00002.334 | .00002.420 | .00002.532 | <0,01                  | +00-11                             | 15,25              |
| Dänemark                                   | .00080.358 | .00084.646 | .00069.048 | .00069.571 | .00063.213 | .00049.155 | .00043.557 | .00044.941 | .00043.226 | .00041.831 | 00,08                  | +00-39                             | 07,13              |
| Demokratische Republik Kongo               | .00011.121 | .00017.126 | .00025.459 | .00026.786 | .00031.065 | .00045.455 | .00050.794 | .00052.235 | .00055.590 | .00056.106 | 00,11                  | -0+120                             | 00,57              |
| Deutschland                                | 01.325.832 | 01.379.804 | 01.235.873 | 01.035.378 | .00942.526 | .00907.520 | .00749.800 | .00783.489 | .00761.984 | .00681.810 | 01,29                  | +00-45                             | 08,26              |
| Dominica                                   | ..00000032 | ..00000048 | ..00000079 | ..00000115 | ..00000140 | ..00000139 | ..00000135 | ..00000142 | ..00000143 | ..00000147 | <0,01                  | -00+85                             | 01,93              |
| Dominikanische Republik                    | .00009.604 | .00015.109 | .00017.276 | .00028.161 | .00034.303 | .00038.094 | .00043.009 | .00046.208 | .00046.412 | .00048.396 | 00,09                  | -0+180                             | 04,23              |
| Dschibuti                                  | ..00000983 | .00001.514 | .00001.844 | .00001.866 | .00002.006 | .00002.063 | .00002.084 | .00002.148 | .00002.122 | .00002.132 | <0,01                  | -00+16                             | 02,05              |
| Ecuador                                    | .00013.651 | .00028.053 | .00037.978 | .00045.555 | .00067.605 | .00071.770 | .00064.546 | .00068.626 | .00070.664 | .00073.605 | 00,14                  | -00+94                             | 04,08              |
| El Salvador                                | .00005.510 | .00006.366 | .00007.203 | .00010.364 | .00011.524 | .00011.839 | .00011.216 | .00012.107 | .00012.523 | .00013.051 | 00,02                  | -00+81                             | 01,98              |
| Elfenbeinküste                             | .00006.374 | .00009.180 | .00010.275 | .00016.470 | .00019.542 | .00026.103 | .00029.501 | .00031.529 | .00032.169 | .00032.184 | 00,06                  | -0+213                             | 01,14              |
| Eritrea                                    | .00004.083 | .00004.155 | .00004.675 | .00005.430 | .00005.533 | .00006.004 | .00006.296 | .00006.382 | .00006.369 | .00006.402 | 00,01                  | -00+37                             | 01,10              |
| Estland                                    | .00025.482 | .00045.204 | .00044.463 | .00020.677 | .00025.093 | .00023.918 | .00014.511 | .00015.284 | .00015.568 | .00014.364 | 00,03                  | +00-68                             | 11,14              |
| Eswatini                                   | .00001.831 | .00002.652 | .00003.219 | .00003.254 | .00002.786 | .00002.931 | .00003.027 | .00003.135 | .00003.244 | .00003.290 | <0,01                  | -000+2                             | 02,18              |
| Falklandinseln                             | ..00000156 | ..00000154 | ..00000165 | ..00000155 | ..00000164 | ..00000164 | ..00000165 | ..00000170 | ..00000171 | ..00000172 | <0,01                  | -000+5                             | 57,46              |
| Färöer                                     | ..00000045 | ..00000046 | ..00000046 | ..00000046 | ..00000047 | ..00000049 | ..00000051 | ..00000051 | ..00000051 | ..00000051 | <0,01                  | -000+9                             | 00,99              |
| Fidschi                                    | .00001.452 | .00002.054 | .00002.209 | .00002.856 | .00003.130 | .00002.602 | .00003.092 | .00003.141 | .00003.309 | .00003.401 | <0,01                  | -00+54                             | 03,61              |
| Finnland                                   | .00057.954 | .00074.603 | .00072.223 | .00073.727 | .00081.399 | .00060.222 | .00052.647 | .00052.448 | .00048.220 | .00043.454 | 00,08                  | +00-40                             | 07,71              |
| Frankreich                                 | .00636.650 | .00671.549 | .00533.014 | .00540.241 | .00510.830 | .00460.380 | .00398.351 | .00429.487 | .00416.112 | .00385.520 | 00,73                  | +00-28                             | 05,81              |
| Französisch-Guayana                        | ..00000112 | ..00000152 | ..00000366 | ..00000326 | ..00000467 | ..00000518 | ..00000544 | ..00000552 | ..00000554 | ..00000573 | <0,01                  | -00+57                             | 01,76              |
| Französisch-Polynesien                     | ..00000193 | ..00000284 | ..00000948 | ..00000820 | .00001.093 | .00001.111 | .00001.211 | .00001.266 | .00001.332 | .00001.375 | <0,01                  | -00+45                             | 04,66              |
| Gabun                                      | .00006.809 | .00015.366 | .00020.398 | .00027.902 | .00020.968 | .00021.362 | .00019.760 | .00018.828 | .00019.756 | .00021.402 | 00,04                  | -000+5                             | 09,37              |
| Gambia                                     | ..00000702 | ..00000797 | ..00000949 | .00001.259 | .00001.965 | .00002.078 | .00001.923 | .00001.837 | .00001.918 | .00001.889 | <0,01                  | -00+99                             | 00,76              |
| Georgien                                   | .00030.118 | .00040.952 | .00041.871 | .00011.340 | .00011.999 | .00016.571 | .00017.346 | .00018.176 | .00018.725 | .00019.049 | 00,04                  | +00-55                             | 04,93              |
| Ghana                                      | .00007.010 | .00008.686 | .00010.383 | .00015.270 | .00023.850 | .00033.309 | .00045.355 | .00046.990 | .00048.205 | .00048.266 | 00,09                  | -0+365                             | 01,48              |
| Gibraltar                                  | ..00000082 | ..00000108 | ..00000158 | ..00000358 | ..00000495 | ..00000609 | ..00000662 | ..00000670 | ..00000698 | ..00000712 | <0,01                  | -0+351                             | 20,35              |
| Grenada                                    | ..00000052 | ..00000059 | ..00000093 | ..00000104 | ..00000169 | ..00000169 | ..00000177 | ..00000191 | ..00000192 | ..00000200 | <0,01                  | -0+116                             | 01,81              |
| Griechenland                               | .00045.151 | .00073.841 | .00099.056 | .00121.055 | .00111.550 | .00091.503 | .00071.705 | .00073.066 | .00073.154 | .00069.266 | 00,13                  | +00-30                             | 06,29              |
| Grönland                                   | ..00000057 | ..00000057 | ..00000061 | ..00000059 | ..00000716 | ..00000592 | ..00000592 | ..00000613 | ..00000641 | ..00000647 | <0,01                  | -0+956                             | 11,36              |
| Guadeloupe                                 | ..00000412 | ..00000505 | ..00000933 | ..00000874 | .00001.296 | .00001.407 | .00001.408 | .00001.408 | .00001.409 | .00001.462 | <0,01                  | -00+57                             | 03,26              |
| Guatemala                                  | .00008.390 | .00012.286 | .00013.103 | .00021.666 | .00028.219 | .00036.193 | .00039.301 | .00042.242 | .00042.311 | .00043.981 | 00,08                  | -0+236                             | 02,33              |
| Guinea                                     | .00005.007 | .00005.935 | .00007.800 | .00011.332 | .00018.500 | .00022.269 | .00026.333 | .00026.991 | .00027.961 | .00028.635 | 00,05                  | -0+267                             | 01,93              |
| Guinea-Bissau                              | ..00000760 | .00001.165 | .00001.656 | .00002.006 | .00002.619 | .00002.809 | .00002.892 | .00002.930 | .00002.999 | .00002.997 | <0,01                  | -00+81                             | 01,40              |
| Guyana                                     | .00005.017 | .00004.940 | .00003.761 | .00004.702 | .00004.867 | .00005.691 | .00007.366 | .00007.358 | .00008.285 | .00008.191 | 00,02                  | -0+118                             | 10,20              |
| Haiti                                      | .00006.213 | .00007.094 | .00007.326 | .00009.653 | .00011.895 | .00013.360 | .00013.501 | .00013.419 | .00013.513 | .00013.657 | 00,03                  | -00+86                             | 01,16              |
| Honduras                                   | .00005.801 | .00007.515 | .00009.124 | .00011.443 | .00018.343 | .00021.402 | .00020.332 | .00021.495 | .00022.107 | .00022.920 | 00,04                  | -0+151                             | 02,26              |
| Hongkong                                   | .00011.616 | .00018.704 | .00039.196 | .00046.647 | .00047.120 | .00049.357 | .00040.521 | .00040.472 | .00038.026 | .00040.168 | 00,08                  | -000+2                             | 05,23              |
| Indien                                     | .00792.811 | .00962.245 | 01.383.064 | 01.845.452 | 02.747.618 | 03.302.488 | 03.433.619 | 03.679.862 | 03.897.209 | 04.133.554 | 07,80                  | -0+199                             | 02,90              |
| Indonesien                                 | .00206.333 | .00296.263 | .00397.099 | .00562.893 | .00781.990 | .00907.315 | 01.050.339 | 01.077.078 | 01.152.726 | 01.200.200 | 02,27                  | -0+202                             | 04,29              |
| Irak                                       | .00103.843 | .00173.819 | .00172.019 | .00168.338 | .00210.601 | .00275.917 | .00331.582 | .00335.791 | .00365.296 | .00362.785 | 00,68                  | -0+111                             | 08,08              |
| Iran                                       | .00220.711 | .00189.386 | .00332.716 | .00512.102 | .00768.062 | .00801.402 | .00889.286 | .00931.630 | .00960.494 | .00996.753 | 01,88                  | -0+200                             | 11,64              |
| Irland                                     | .00039.603 | .00050.828 | .00057.250 | .00074.470 | .00066.643 | .00064.994 | .00059.258 | .00061.316 | .00060.379 | .00057.853 | 00,11                  | -000+1                             | 11,58              |
| Island                                     | .00003.214 | .00004.226 | .00004.412 | .00003.912 | .00004.972 | .00004.832 | .00004.199 | .00004.359 | .00004.371 | .00004.172 | <0,01                  | +000-5                             | 11,89              |
| Israel                                     | .00072.660 | .00025.730 | .00041.813 | .00069.035 | .00083.052 | .00082.365 | .00078.130 | .00078.446 | .00080.737 | .00079.578 | 00,15                  | -00+90                             | 05,36              |
| Italien                                    | .00394.308 | .00484.646 | .00511.707 | .00543.543 | .00505.354 | .00429.804 | .00369.459 | .00406.702 | .00403.122 | .00374.124 | 00,71                  | +00-27                             | 06,36              |
| Jamaika                                    | .00009.227 | .00008.102 | .00009.198 | .00011.937 | .00008.927 | .00008.365 | .00007.165 | .00007.732 | .00007.656 | .00008.163 | 00,02                  | +00-11                             | 02,79              |
| Japan                                      | 01.016.283 | 01.154.377 | 01.317.218 | 01.391.121 | 01.324.226 | 01.333.584 | 01.168.753 | 01.181.770 | 01.107.576 | 01.041.013 | 01,97                  | +00-21                             | 08,31              |
| Jemen                                      | .00005.398 | .00008.516 | .00017.505 | .00032.426 | .00052.979 | .00031.426 | .00032.878 | .00033.431 | .00033.175 | .00032.243 | 00,06                  | -00+84                             | 01,00              |
| Jordanien                                  | .00003.581 | .00007.648 | .00012.136 | .00019.725 | .00026.154 | .00032.665 | .00030.314 | .00031.492 | .00031.823 | .00033.408 | 00,06                  | -0+175                             | 03,19              |
| Kambodscha                                 | .00025.582 | .00013.228 | .00019.710 | .00022.719 | .00032.666 | .00036.910 | .00046.509 | .00048.161 | .00047.599 | .00048.775 | 00,09                  | -0+147                             | 02,81              |
| Kamerun                                    | .00007.415 | .00015.775 | .00029.846 | .00030.372 | .00030.289 | .00037.997 | .00038.775 | .00038.888 | .00039.489 | .00039.377 | 00,07                  | -00+32                             | 01,41              |
| Kanada                                     | .00466.360 | .00578.223 | .00581.913 | .00710.374 | .00724.625 | .00755.906 | .00711.931 | .00728.268 | .00745.245 | .00747.678 | 01,41                  | -00+28                             | 19,39              |
| Kap Verde                                  | ..00000228 | ..00000297 | ..00000213 | ..00000528 | ..00000957 | ..00000995 | .00001.190 | .00001.213 | .00001.261 | .00001.232 | <0,01                  | -0+477                             | 02,09              |
| Kasachstan                                 | .00267.674 | .00354.780 | .00347.016 | .00177.106 | .00317.902 | .00270.568 | .00300.442 | .00323.213 | .00320.917 | .00320.350 | 00,60                  | +000-8                             | 16,60              |
| Katar                                      | .00023.539 | .00024.699 | .00026.287 | .00059.998 | .00093.745 | .00139.637 | .00140.150 | .00143.129 | .00144.465 | .00154.384 | 00,29                  | -0+487                             | 52,57              |
| Kenia                                      | .00022.740 | .00028.035 | .00038.350 | .00041.282 | .00078.511 | .00082.647 | .00108.422 | .00101.811 | .00104.286 | .00107.977 | 00,20                  | -0+182                             | 01,88              |
| Kirgisistan                                | .00022.994 | .00032.012 | .00033.372 | .00010.909 | .00014.107 | .00019.574 | .00020.006 | .00021.390 | .00021.424 | .00021.698 | 00,04                  | +00-35                             | 03,32              |
| Kiribati                                   | ..00000028 | ..00000042 | ..00000033 | ..00000052 | ..00000086 | ..00000090 | ..00000116 | ..00000121 | ..00000126 | ..00000130 | <0,01                  | -0+290                             | 01,02              |
| Kolumbien                                  | .00084.709 | .00110.295 | .00134.681 | .00153.544 | .00172.713 | .00185.612 | .00196.503 | .00208.076 | .00213.106 | .00223.967 | 00,42                  | -00+66                             | 04,37              |
| Komoren                                    | ..00000222 | ..00000269 | ..00000330 | ..00000418 | ..00000526 | ..00000568 | ..00000772 | ..00000774 | ..00000758 | ..00000762 | <0,01                  | -0+131                             | 00,82              |
| Kroatien                                   | .00028.526 | .00030.856 | .00033.448 | .00025.012 | .00027.486 | .00025.258 | .00025.040 | .00025.369 | .00024.990 | .00025.013 | 00,05                  | +00-25                             | 06,18              |
| Kuba                                       | .00045.797 | .00056.605 | .00061.890 | .00048.852 | .00047.365 | .00048.636 | .00039.518 | .00038.849 | .00038.237 | .00039.400 | 00,07                  | +00-36                             | 03,42              |
| Kuwait                                     | .00079.436 | .00057.825 | .00050.543 | .00088.056 | .00125.971 | .00142.560 | .00149.033 | .00157.801 | .00165.381 | .00167.916 | 00,32                  | -0+232                             | 37,45              |
| Laos                                       | .00006.904 | .00007.481 | .00008.024 | .00009.772 | .00014.765 | .00022.398 | .00034.479 | .00038.794 | .00040.075 | .00042.056 | 00,08                  | -0+424                             | 05,65              |
| Lesotho                                    | .00001.906 | .00001.903 | .00002.120 | .00002.661 | .00002.782 | .00002.699 | .00002.429 | .00002.527 | .00002.653 | .00002.602 | <0,01                  | -00+23                             | 01,08              |
| Lettland                                   | .00017.275 | .00024.969 | .00027.081 | .00010.192 | .00012.592 | .00011.964 | .00011.649 | .00011.865 | .00011.083 | .00010.957 | 00,02                  | +00-60                             | 05,95              |
| Libanon                                    | .00006.770 | .00009.135 | .00007.762 | .00018.162 | .00024.896 | .00032.425 | .00028.488 | .00023.719 | .00023.967 | .00024.672 | 00,05                  | -0+218                             | 04,27              |
| Liberia                                    | .00001.568 | .00002.225 | .00001.711 | .00002.086 | .00003.181 | .00003.868 | .00004.356 | .00004.415 | .00004.564 | .00004.532 | <0,01                  | -0+165                             | 00,82              |
| Libyen                                     | .00137.147 | .00096.674 | .00087.055 | .00091.733 | .00106.017 | .00071.917 | .00064.383 | .00090.106 | .00088.999 | .00095.930 | 00,18                  | -00+10                             | 13,91              |
| Litauen                                    | .00029.608 | .00043.303 | .00046.709 | .00018.440 | .00022.726 | .00023.280 | .00022.681 | .00022.495 | .00020.804 | .00020.684 | 00,04                  | +00-56                             | 07,35              |
| Luxemburg                                  | .00020.506 | .00014.572 | .00012.916 | .00009.794 | .00012.201 | .00010.242 | .00008.836 | .00009.208 | .00008.126 | .00007.861 | 00,01                  | +00-39                             | 12,54              |
| Macau                                      | ..00000332 | ..00000502 | .00001.007 | .00001.540 | .00001.800 | .00002.858 | .00002.970 | .00002.906 | .00003.025 | .00003.119 | <0,01                  | -0+210                             | 04,57              |
| Madagaskar                                 | .00020.256 | .00023.562 | .00023.921 | .00025.849 | .00028.300 | .00031.024 | .00031.729 | .00033.014 | .00033.295 | .00033.151 | 00,06                  | -00+39                             | 01,11              |
| Malawi                                     | .00002.387 | .00003.297 | .00005.872 | .00008.136 | .00011.440 | .00013.533 | .00017.298 | .00018.427 | .00018.599 | .00019.714 | 00,04                  | -0+236                             | 00,89              |
| Malaysia                                   | .00045.307 | .00054.269 | .00092.336 | .00163.961 | .00256.557 | .00296.046 | .00294.666 | .00299.786 | .00315.789 | .00325.406 | 00,61                  | -0+252                             | 09,53              |
| Malediven                                  | ..00000021 | ..00000040 | ..00000136 | ..00000703 | .00001.173 | .00001.740 | .00002.703 | .00002.833 | .00002.986 | .00003.088 | <0,01                  | -+2175                             | 06,45              |
| Mali                                       | .00011.714 | .00012.766 | .00012.578 | .00016.469 | .00026.728 | .00033.339 | .00043.492 | .00045.426 | .00044.834 | .00045.463 | 00,09                  | -0+261                             | 02,05              |
| Malta                                      | ..00000790 | .00001.142 | .00002.491 | .00002.343 | .00002.962 | .00002.048 | .00001.979 | .00001.986 | .00002.112 | .00002.034 | <0,01                  | +00-18                             | 04,65              |
| Marokko                                    | .00022.249 | .00033.162 | .00042.462 | .00056.647 | .00080.580 | .00093.470 | .00103.178 | .00109.283 | .00106.451 | .00106.602 | 00,20                  | -0+151                             | 02,78              |
| Martinique                                 | ..00000363 | ..00000471 | ..00000899 | ..00000830 | .00001.133 | .00001.169 | ..00000898 | .00001.041 | .00001.166 | .00001.218 | <0,01                  | -00+36                             | 03,16              |
| Mauretanien                                | .00005.649 | .00005.230 | .00006.649 | .00009.137 | .00011.397 | .00013.406 | .00016.005 | .00016.134 | .00016.439 | .00016.509 | 00,03                  | -0+148                             | 03,20              |
| Mauritius                                  | ..00000823 | .00001.160 | .00001.843 | .00003.242 | .00004.982 | .00005.530 | .00005.568 | .00005.859 | .00005.975 | .00006.199 | 00,01                  | -0+236                             | 04,84              |
| Mexiko                                     | .00205.603 | .00362.141 | .00440.315 | .00566.049 | .00669.998 | .00692.728 | .00643.881 | .00670.553 | .00687.544 | .00712.102 | 01,34                  | -00+62                             | 05,15              |
| Moldau                                     | .00023.380 | .00033.914 | .00037.384 | .00009.872 | .00011.458 | .00011.559 | .00012.311 | .00013.206 | .00012.955 | .00013.542 | 00,03                  | +00-64                             | 03,41              |
| Mongolei                                   | .00015.751 | .00020.923 | .00025.737 | .00025.144 | .00038.256 | .00048.687 | .00065.531 | .00067.294 | .00066.879 | .00083.705 | 00,16                  | -0+225                             | 25,14              |
| Mosambik                                   | .00009.591 | .00008.941 | .00008.841 | .00010.849 | .00014.718 | .00025.252 | .00028.513 | .00031.921 | .00034.432 | .00033.954 | 00,06                  | -0+284                             | 00,97              |
| Myanmar                                    | .00069.476 | .00070.868 | .00067.361 | .00083.218 | .00108.365 | .00121.878 | .00121.140 | .00119.210 | .00118.338 | .00115.077 | 00,22                  | -00+71                             | 02,05              |
| Namibia                                    | .00006.468 | .00007.053 | .00006.553 | .00008.340 | .00009.936 | .00011.778 | .00011.256 | .00012.144 | .00012.778 | .00012.886 | 00,02                  | -00+97                             | 04,50              |
| Nepal                                      | .00024.945 | .00028.548 | .00030.403 | .00034.299 | .00039.799 | .00043.216 | .00054.858 | .00055.380 | .00055.849 | .00056.831 | 00,11                  | -00+87                             | 01,82              |
| Neukaledonien                              | .00001.352 | .00001.961 | .00001.929 | .00002.508 | .00003.746 | .00004.881 | .00006.905 | .00005.998 | .00006.278 | .00006.614 | 00,01                  | -0+243                             | 22,27              |
| Neuseeland                                 | .00057.071 | .00064.457 | .00071.269 | .00081.267 | .00084.708 | .00086.030 | .00084.778 | .00084.562 | .00083.389 | .00084.210 | 00,16                  | -00+18                             | 16,99              |
| Nicaragua                                  | .00008.978 | .00008.968 | .00010.139 | .00013.008 | .00015.449 | .00018.959 | .00019.140 | .00019.755 | .00020.216 | .00020.628 | 00,04                  | -0+103                             | 03,12              |
| Niederlande                                | .00178.917 | .00213.172 | .00223.186 | .00225.073 | .00219.241 | .00201.011 | .00170.500 | .00174.718 | .00161.166 | .00150.746 | 00,28                  | +00-32                             | 08,70              |
| Niger                                      | .00011.066 | .00012.651 | .00010.763 | .00016.217 | .00023.318 | .00029.565 | .00037.154 | .00039.138 | .00040.917 | .00042.334 | 00,08                  | -0+293                             | 01,57              |
| Nigeria                                    | .00182.190 | .00298.594 | .00278.307 | .00405.320 | .00345.846 | .00382.051 | .00381.242 | .00386.800 | .00380.163 | .00385.113 | 00,73                  | -00+38                             | 01,73              |
| Nordkorea                                  | .00098.758 | .00151.858 | .00167.646 | .00101.238 | .00098.787 | .00060.873 | .00096.746 | .00083.001 | .00085.692 | .00090.148 | 00,17                  | +00-46                             | 03,45              |
| Nordmazedonien                             | .00012.278 | .00012.131 | .00014.405 | .00011.411 | .00011.742 | .00010.562 | .00010.293 | .00010.240 | .00011.001 | .00011.370 | 00,02                  | +00-21                             | 05,44              |
| Norwegen                                   | .00053.963 | .00059.132 | .00054.671 | .00056.878 | .00062.571 | .00061.050 | .00057.140 | .00057.906 | .00057.246 | .00056.717 | 00,11                  | -000+4                             | 10,12              |
| Oman                                       | .00014.842 | .00020.743 | .00034.959 | .00052.060 | .00076.421 | .00109.232 | .00113.213 | .00119.858 | .00125.243 | .00127.443 | 00,24                  | -0+265                             | 23,43              |
| Österreich                                 | .00071.811 | .00081.881 | .00080.457 | .00083.514 | .00088.934 | .00082.169 | .00077.273 | .00080.724 | .00075.408 | .00072.921 | 00,14                  | +000-9                             | 08,25              |
| Osttimor                                   | ..00000649 | ..00000376 | ..00000519 | ..00000926 | .00002.136 | .00002.244 | .00001.914 | .00001.916 | .00002.015 | .00002.007 | <0,01                  | -0+287                             | 01,36              |
| Pakistan                                   | .00100.145 | .00130.857 | .00201.492 | .00279.346 | .00377.482 | .00433.006 | .00525.798 | .00551.050 | .00536.052 | .00532.374 | 01,01                  | -0+164                             | 02,43              |
| Palau                                      | .00002.166 | .00002.167 | .00002.344 | .00002.241 | .00002.205 | .00001.254 | .00001.336 | .00001.390 | .00001.462 | .00001.502 | <0,01                  | +00-36                             | 65,29              |
| Panama                                     | .00006.182 | .00007.315 | .00007.046 | .00009.772 | .00014.933 | .00016.454 | .00015.809 | .00017.229 | .00018.455 | .00021.282 | 00,04                  | -0+202                             | 04,76              |
| Papua-Neuguinea                            | .00001.946 | .00002.865 | .00004.065 | .00006.075 | .00006.537 | .00009.648 | .00009.615 | .00009.251 | .00009.506 | .00009.641 | 00,02                  | -0+137                             | 01,04              |
| Paraguay                                   | .00010.405 | .00014.790 | .00020.805 | .00024.882 | .00036.404 | .00040.755 | .00042.561 | .00043.439 | .00041.607 | .00041.625 | 00,08                  | -0+100                             | 05,69              |
| Peru                                       | .00038.168 | .00046.467 | .00044.655 | .00058.229 | .00076.714 | .00087.731 | .00081.032 | .00087.973 | .00092.201 | .00094.049 | 00,18                  | -0+111                             | 02,73              |
| Philippinen                                | .00087.225 | .00096.007 | .00101.191 | .00138.307 | .00162.365 | .00196.066 | .00229.350 | .00240.412 | .00244.526 | .00256.147 | 00,48                  | -0+153                             | 02,24              |
| Polen                                      | .00484.223 | .00659.069 | .00512.853 | .00414.865 | .00417.003 | .00388.630 | .00377.510 | .00405.083 | .00397.222 | .00363.794 | 00,69                  | +00-29                             | 09,67              |
| Portugal                                   | .00029.608 | .00042.831 | .00058.519 | .00080.877 | .00068.340 | .00066.700 | .00057.453 | .00055.789 | .00056.218 | .00053.005 | 00,10                  | +000-9                             | 05,24              |
| Puerto Rico                                | .00031.445 | .00035.339 | .00021.747 | .00027.849 | .00016.142 | .00014.626 | .00014.670 | .00014.887 | .00014.876 | .00016.064 | 00,03                  | +00-26                             | 04,42              |
| Republik Kongo                             | .00002.413 | .00005.488 | .00010.856 | .00021.648 | .00021.979 | .00019.994 | .00025.030 | .00023.131 | .00023.727 | .00023.702 | 00,04                  | -0+118                             | 03,86              |
| Réunion                                    | ..00000515 | ..00000667 | .00001.157 | .00002.340 | .00002.969 | .00002.885 | .00002.896 | .00002.902 | .00002.905 | .00002.921 | <0,01                  | -0+152                             | 03,19              |
| Ruanda                                     | .00004.232 | .00004.948 | .00005.572 | .00003.983 | .00005.731 | .00006.783 | .00007.528 | .00007.687 | .00007.475 | .00007.493 | 00,01                  | -00+34                             | 00,54              |
| Rumänien                                   | .00174.541 | .00261.966 | .00241.355 | .00130.761 | .00117.429 | .00114.241 | .00110.767 | .00115.836 | .00110.959 | .00105.852 | 00,20                  | +00-56                             | 05,54              |
| Russland                                   | 01.723.159 | 02.476.936 | 03.065.696 | 02.089.102 | 02.203.255 | 02.257.637 | 02.395.616 | 02.547.955 | 02.621.518 | 02.672.039 | 05,05                  | +00-13                             | 18,66              |
| Saint-Pierre und Miquelon                  | ..00000041 | ..00000053 | ..00000098 | ..00000023 | ..00000042 | ..00000044 | ..00000043 | ..00000045 | ..00000046 | ..00000047 | <0,01                  | +00-53                             | 06,65              |
| Salomonen                                  | ..00000152 | ..00000267 | ..00000307 | ..00000414 | ..00000584 | ..00000591 | ..00000651 | ..00000674 | ..00000702 | ..00000721 | <0,01                  | -0+135                             | 01,05              |
| Sambia                                     | .00012.464 | .00014.131 | .00015.482 | .00014.829 | .00018.870 | .00023.616 | .00027.344 | .00028.249 | .00029.846 | .00030.484 | 00,06                  | -00+97                             | 01,50              |
| Samoa                                      | ..00000158 | ..00000218 | ..00000295 | ..00000364 | ..00000469 | ..00000566 | ..00000566 | ..00000617 | ..00000636 | ..00000646 | <0,01                  | -0+119                             | 03,17              |
| São Tomé und Príncipe                      | ..00000034 | ..00000043 | ..00000082 | ..00000115 | ..00000196 | ..00000218 | ..00000260 | ..00000263 | ..00000293 | ..00000303 | <0,01                  | -0+268                             | 01,30              |
| Saudi-Arabien                              | .00080.470 | .00262.072 | .00236.538 | .00350.222 | .00603.145 | .00752.734 | .00733.063 | .00751.180 | .00786.955 | .00805.158 | 01,52                  | -0+240                             | 22,17              |
| Schweden                                   | .00114.537 | .00097.803 | .00075.094 | .00075.613 | .00068.221 | .00057.390 | .00052.043 | .00053.925 | .00050.130 | .00049.118 | 00,09                  | +00-35                             | 04,76              |
| Schweiz                                    | .00051.318 | .00054.148 | .00054.666 | .00053.593 | .00055.006 | .00049.318 | .00044.982 | .00046.731 | .00043.563 | .00043.446 | 00,08                  | +00-21                             | 04,91              |
| Senegal                                    | .00007.766 | .00008.302 | .00009.945 | .00013.569 | .00019.407 | .00023.295 | .00026.967 | .00028.366 | .00028.794 | .00028.844 | 00,05                  | -0+190                             | 01,55              |
| Serbien und Montenegro                     | .00045.957 | .00063.183 | .00085.330 | .00065.840 | .00072.913 | .00069.872 | .00071.439 | .00069.459 | .00069.031 | .00067.215 | 00,13                  | +00-21                             | 07,28              |
| Seychellen                                 | ..00000130 | ..00000195 | ..00000317 | ..00000825 | ..00000994 | .00001.060 | .00001.220 | .00001.241 | .00001.302 | .00001.339 | <0,01                  | -0+322                             | 13,80              |
| Sierra Leone                               | .00002.937 | .00003.376 | .00004.022 | .00003.581 | .00005.682 | .00006.435 | .00006.632 | .00007.475 | .00006.927 | .00006.938 | 00,01                  | -00+72                             | 00,81              |
| Simbabwe                                   | .00021.724 | .00021.937 | .00034.348 | .00032.471 | .00027.483 | .00030.205 | .00026.771 | .00028.878 | .00029.825 | .00031.019 | 00,06                  | +00-10                             | 01,65              |
| Singapur                                   | .00007.442 | .00015.088 | .00033.756 | .00057.245 | .00058.052 | .00065.752 | .00068.070 | .00070.868 | .00071.847 | .00074.290 | 00,14                  | -0+120                             | 12,22              |
| Slowakei                                   | .00057.623 | .00077.022 | .00075.243 | .00051.493 | .00049.835 | .00044.345 | .00042.516 | .00046.783 | .00045.487 | .00044.776 | 00,08                  | +00-40                             | 08,22              |
| Slowenien                                  | .00014.773 | .00019.650 | .00021.427 | .00020.417 | .00022.057 | .00018.839 | .00017.825 | .00017.971 | .00017.165 | .00015.994 | 00,03                  | +00-25                             | 07,69              |
| Somalia                                    | .00018.581 | .00022.624 | .00025.572 | .00028.168 | .00029.973 | .00030.754 | .00032.445 | .00032.257 | .00032.362 | .00032.500 | 00,06                  | -00+27                             | 01,85              |
| Spanien                                    | .00190.473 | .00274.707 | .00297.736 | .00396.603 | .00375.244 | .00350.235 | .00290.388 | .00308.595 | .00304.886 | .00285.384 | 00,54                  | +000-4                             | 06,15              |
| Sri Lanka                                  | .00019.081 | .00021.381 | .00021.092 | .00026.122 | .00031.120 | .00038.494 | .00039.797 | .00040.573 | .00037.673 | .00038.404 | 00,07                  | -00+82                             | 01,81              |
| St. Kitts und Nevis                        | ..00000058 | ..00000065 | ..00000060 | ..00000094 | ..00000145 | ..00000140 | ..00000142 | ..00000158 | ..00000165 | ..00000174 | <0,01                  | -0+191                             | 03,01              |
| St. Lucia                                  | ..00000077 | ..00000097 | ..00000147 | ..00000213 | ..00000288 | ..00000305 | ..00000397 | ..00000427 | ..00000432 | ..00000451 | <0,01                  | -0+207                             | 02,47              |
| St. Helena, Ascension und Tristan da Cunha | ..00000006 | ..00000007 | ..00000013 | ..00000014 | ..00000015 | ..00000018 | ..00000019 | ..00000019 | ..00000021 | ..00000021 | <0,01                  | -00+60                             | 05,32              |
| St. Vincent und die Grenadinen             | ..00000046 | ..00000058 | ..00000077 | ..00000093 | ..00000154 | ..00000150 | ..00000136 | ..00000145 | ..00000146 | ..00000151 | <0,01                  | -00+96                             | 01,36              |
| Südafrika                                  | .00241.122 | .00317.664 | .00406.996 | .00451.249 | .00582.478 | .00583.293 | .00541.710 | .00550.984 | .00533.027 | .00522.115 | 00,99                  | -00+28                             | 08,61              |
| Sudan                                      | .00038.314 | .00052.254 | .00060.615 | .00094.849 | .00124.335 | .00129.578 | .00136.672 | .00138.266 | .00137.729 | .00138.742 | 00,26                  | -0+129                             | 02,23              |
| Südkorea                                   | .00099.678 | .00187.003 | .00325.075 | .00538.537 | .00663.999 | .00709.360 | .00689.107 | .00710.523 | .00668.325 | .00653.846 | 01,23                  | -0+101                             | 12,58              |
| Suriname                                   | .00002.028 | .00002.488 | .00002.331 | .00002.520 | .00002.844 | .00003.874 | .00003.748 | .00003.746 | .00003.658 | .00003.738 | <0,01                  | -00+60                             | 06,32              |
| Syrien                                     | .00015.644 | .00029.950 | .00063.408 | .00084.955 | .00088.696 | .00041.147 | .00040.540 | .00040.073 | .00040.208 | .00041.211 | 00,08                  | +00-35                             | 01,92              |
| Tadschikistan                              | .00014.263 | .00020.267 | .00022.011 | .00010.506 | .00011.871 | .00015.260 | .00021.041 | .00021.176 | .00021.197 | .00021.438 | 00,04                  | +000-3                             | 02,14              |
| Taiwan                                     | .00052.317 | .00096.180 | .00146.684 | .00259.412 | .00313.608 | .00323.574 | .00316.768 | .00327.696 | .00315.859 | .00308.000 | 00,58                  | -0+110                             | 12,85              |
| Tansania                                   | .00019.468 | .00024.250 | .00028.655 | .00038.739 | .00053.880 | .00071.381 | .00083.307 | .00087.075 | .00087.585 | .00089.815 | 00,17                  | -0+213                             | 01,31              |
| Thailand                                   | .00117.924 | .00152.904 | .00217.046 | .00293.943 | .00408.581 | .00428.128 | .00433.721 | .00429.463 | .00442.492 | .00440.783 | 00,83                  | -0+103                             | 06,33              |
| Togo                                       | .00001.885 | .00002.170 | .00003.307 | .00004.798 | .00007.402 | .00007.462 | .00009.597 | .00010.120 | .00010.477 | .00010.613 | 00,02                  | -0+221                             | 01,18              |
| Tonga                                      | ..00000067 | ..00000134 | ..00000195 | ..00000209 | ..00000239 | ..00000250 | ..00000312 | ..00000322 | ..00000334 | ..00000342 | <0,01                  | -00+76                             | 03,03              |
| Trinidad und Tobago                        | .00009.098 | .00011.918 | .00015.902 | .00023.469 | .00048.077 | .00043.313 | .00036.513 | .00035.398 | .00034.803 | .00034.187 | 00,06                  | -0+115                             | 24,76              |
| Tschad                                     | .00008.927 | .00009.350 | .00017.156 | .00026.673 | .00046.767 | .00062.746 | .00081.981 | .00085.507 | .00091.034 | .00095.377 | 00,18                  | -0+456                             | 05,37              |
| Tschechien                                 | .00220.406 | .00230.221 | .00199.979 | .00158.532 | .00145.334 | .00133.500 | .00117.974 | .00123.432 | .00123.931 | .00114.438 | 00,22                  | +00-43                             | 10,77              |
| Tunesien                                   | .00010.474 | .00017.077 | .00023.220 | .00031.629 | .00040.132 | .00042.359 | .00040.197 | .00043.097 | .00042.436 | .00043.579 | 00,08                  | -00+88                             | 03,56              |
| Türkei                                     | .00099.845 | .00147.532 | .00221.694 | .00314.190 | .00414.362 | .00496.649 | .00583.364 | .00624.632 | .00598.844 | .00606.430 | 01,15                  | -0+174                             | 07,10              |
| Turkmenistan                               | .00028.820 | .00043.386 | .00061.306 | .00059.691 | .00088.848 | .00100.355 | .00099.786 | .00098.340 | .00099.817 | .00098.794 | 00,19                  | -00+61                             | 15,73              |
| Turks- und Caicosinseln                    | ..00000005 | ..00000006 | ..00000009 | ..00000026 | ..00000084 | ..00000091 | ..00000096 | ..00000105 | ..00000105 | ..00000110 | <0,01                  | -+1102                             | 02,90              |
| Uganda                                     | .00010.902 | .00012.839 | .00015.097 | .00019.420 | .00035.464 | .00042.985 | .00050.202 | .00053.057 | .00053.081 | .00053.371 | 00,10                  | -0+254                             | 01,03              |
| Ukraine                                    | .00607.125 | .00854.385 | .00968.527 | .00454.531 | .00404.169 | .00310.615 | .00287.552 | .00281.544 | .00216.475 | .00216.093 | 00,41                  | +00-78                             | 05,04              |
| Ungarn                                     | .00091.088 | .00121.123 | .00096.750 | .00077.489 | .00067.689 | .00063.408 | .00065.841 | .00067.110 | .00064.270 | .00060.927 | 00,12                  | +00-37                             | 06,40              |
| Uruguay                                    | .00028.860 | .00035.533 | .00029.253 | .00034.204 | .00038.818 | .00039.994 | .00038.916 | .00042.571 | .00042.152 | .00041.634 | 00,08                  | -00+42                             | 11,80              |
| Usbekistan                                 | .00079.737 | .00121.550 | .00164.504 | .00167.616 | .00192.901 | .00173.844 | .00197.994 | .00210.318 | .00216.299 | .00214.531 | 00,41                  | -00+30                             | 06,23              |
| Vanuatu                                    | ..00000292 | ..00000394 | ..00000472 | ..00000529 | ..00000677 | ..00000642 | ..00000629 | ..00000644 | ..00000659 | ..00000670 | <0,01                  | -00+42                             | 02,15              |
| Venezuela                                  | .00106.494 | .00139.859 | .00163.324 | .00222.224 | .00260.152 | .00262.189 | .00136.337 | .00134.693 | .00143.914 | .00152.390 | 00,29                  | +000-7                             | 04,44              |
| Vereinigte Arabische Emirate               | .00029.766 | .00058.804 | .00079.495 | .00117.236 | .00209.713 | .00253.989 | .00249.324 | .00256.965 | .00267.633 | .00267.823 | 00,51                  | -0+237                             | 26,29              |
| Vereinigte Staaten                         | 05.788.649 | 06.025.772 | 06.209.295 | 07.203.334 | 06.709.534 | 06.328.998 | 05.671.604 | 05.997.651 | 06.046.216 | 05.960.804 | 11,25                  | +000-4                             | 17,61              |
| Vereinigtes Königreich                     | .00855.074 | .00795.570 | .00760.608 | .00691.042 | .00590.581 | .00501.078 | .00399.604 | .00419.634 | .00406.520 | .00379.319 | 00,72                  | +00-50                             | 05,55              |
| Vietnam                                    | .00089.762 | .00093.335 | .00104.423 | .00164.303 | .00294.362 | .00344.065 | .00497.417 | .00490.553 | .00473.630 | .00524.133 | 00,99                  | -0+402                             | 05,19              |
| Volksrepublik China                        | 02.035.097 | 02.843.288 | 03.876.388 | 05.242.736 | 11.262.908 | 13.118.896 | 14.497.899 | 15.175.619 | 15.159.642 | 15.943.987 | 30,10                  | -0+311                             | 11,11              |
| Westsahara                                 | ..00000222 | ..00000327 | ..00000404 | ..00000562 | ..00000618 | ..00000620 | ..00000599 | ..00000650 | ..00000681 | ..00000685 | <0,01                  | -00+70                             | 01,07              |
| Zentralafrikanische Republik               | .00001.629 | .00003.286 | .00007.548 | .00009.145 | .00010.880 | .00011.756 | .00012.497 | .00012.627 | .00013.024 | .00012.503 | 00,02                  | -00+66                             | 02,38              |
| Zypern                                     | .00002.868 | .00003.832 | .00005.417 | .00008.126 | .00009.460 | .00008.366 | .00009.330 | .00009.614 | .00010.076 | .00010.325 | 00,02                  | -00+91                             | 08,38              |
| Internationale Luftfahrt                   | .00172.478 | .00206.394 | .00264.257 | .00360.055 | .00472.871 | .00543.354 | .00302.632 | .00335.729 | .00416.953 | .00498.178 | 00,94                  | -00+89                             |                    |
| Internationale Schifffahrt                 | .00375.869 | .00380.525 | .00395.335 | .00535.208 | .00701.242 | .00702.186 | .00671.579 | .00692.682 | .00739.009 | .00746.944 | 01,41                  | -00+89                             |                    |
| EU27                                       | 04.591.423 | 05.351.398 | 04.877.284 | 04.481.449 | 04.235.323 | 03.879.729 | 03.388.279 | 03.577.018 | 03.482.310 | 03.221.795 | 06,08                  | +00-34                             | 07,26              |
| Gesamt                                     | 24.002.752 | 29.094.828 | 32.726.228 | 36.175.146 | 45.814.943 | 48.808.767 | 49.327.539 | 51.568.250 | 51.968.472 | 52.962.901 |                        | -00+62                             | 06,59              |